# بابلو ارنو كارينيو
بابلو ارنو كارينيو (بالإسبانية: Pablo Arnaud Carreño)‏ هو سياسي مكسيكي، ولد في 8 يناير 1947 في أوخاكا في المكسيك. حزبياً، نشط في الحزب الثوري المؤسساتي. وقد انتخب عضو مجلس النواب المكسيك.